# 2000 AG191
2000 AG191  är en trojansk asteroid i Jupiters lagrangepunkt L4. Den upptäcktes 8 januari 2000 av LINEAR i Socorro County, New Mexico.
Asteroiden har en diameter på ungefär 29 kilometer.